# تشو لين (لاعبة كرة الريشة)
تشو لين (بالصينية: 朱琳) هي لاعبة كرة الريشة صينية، ولدت في 29 أكتوبر 1984 في شانغهاي في الصين.

## وصلات خارجية
- تشو لين على موقع BWF.tournamentsoftware.com (الإنجليزية)
- تشو لين على موقع BWFbadminton.com (الإنجليزية)
- تشو لين على موقع اللجنة الأولمبية الصينية (الإنجليزية)